# تورون
تورون (لهستانی: Toruń؛ ‏ US: ‎/ˈtɔːruːn(jə), ˈtoʊruːn/‎، Polish: [ˈtɔruɲ] ()) یکی از شهرهای شمالی لهستان است.
این شهر در ساحل رود ویستولا واقع شده و جمعیت آن در ژوئن سال ۲۰۰۹ بالغ بر ۲۰۵٬۹۳۴ نفر بوده است.
تورون زادگاه نیکلاس کوپرنیک بوده و در سال ۱۹۹۷ از سوی سازمان یونسکو در فهرست میراث جهانی یونسکو قرار گرفته‌ است.

## نگارخانه

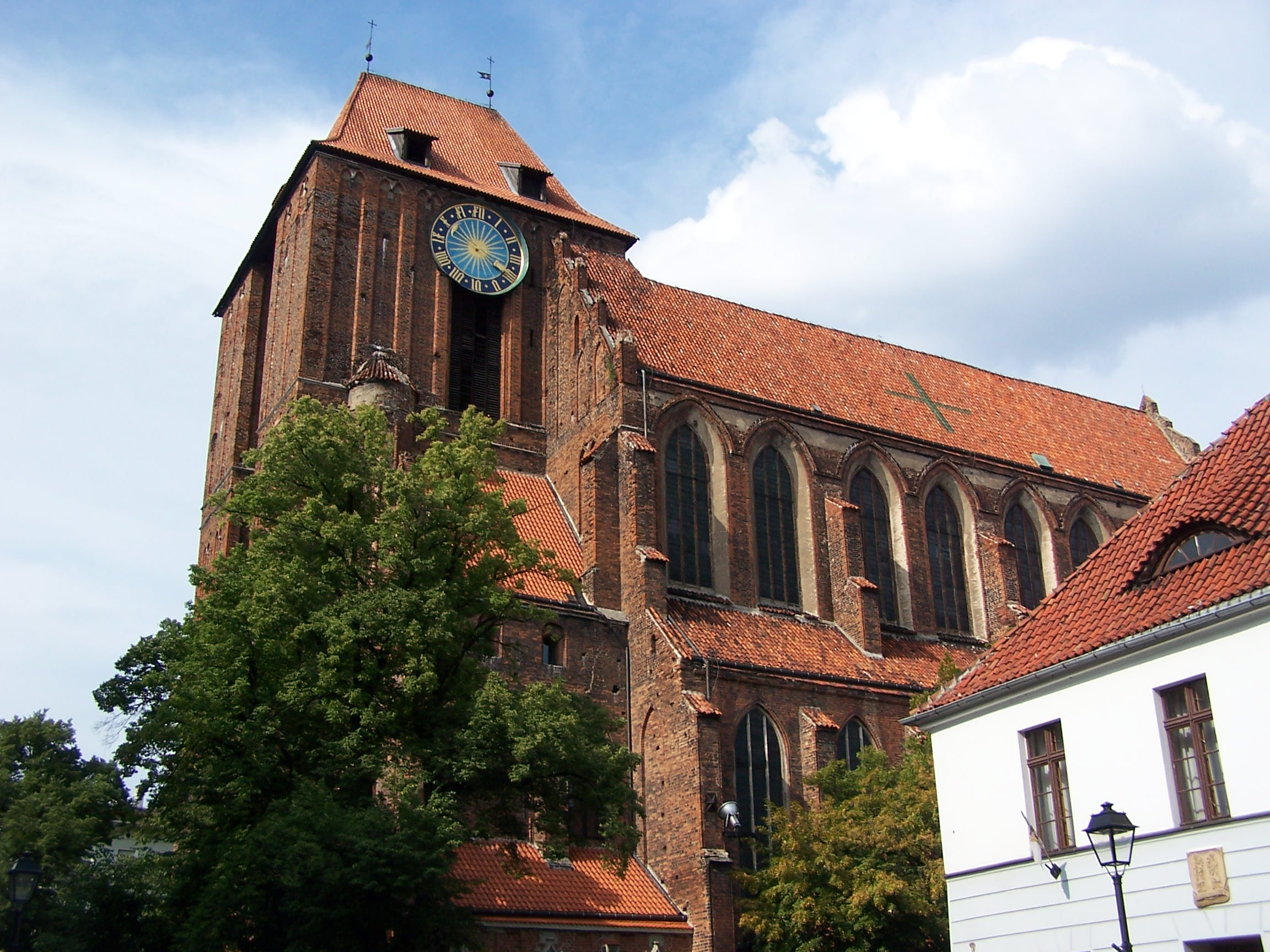
Cathedral Basilica of SS. John the Baptist and John the Evangelist
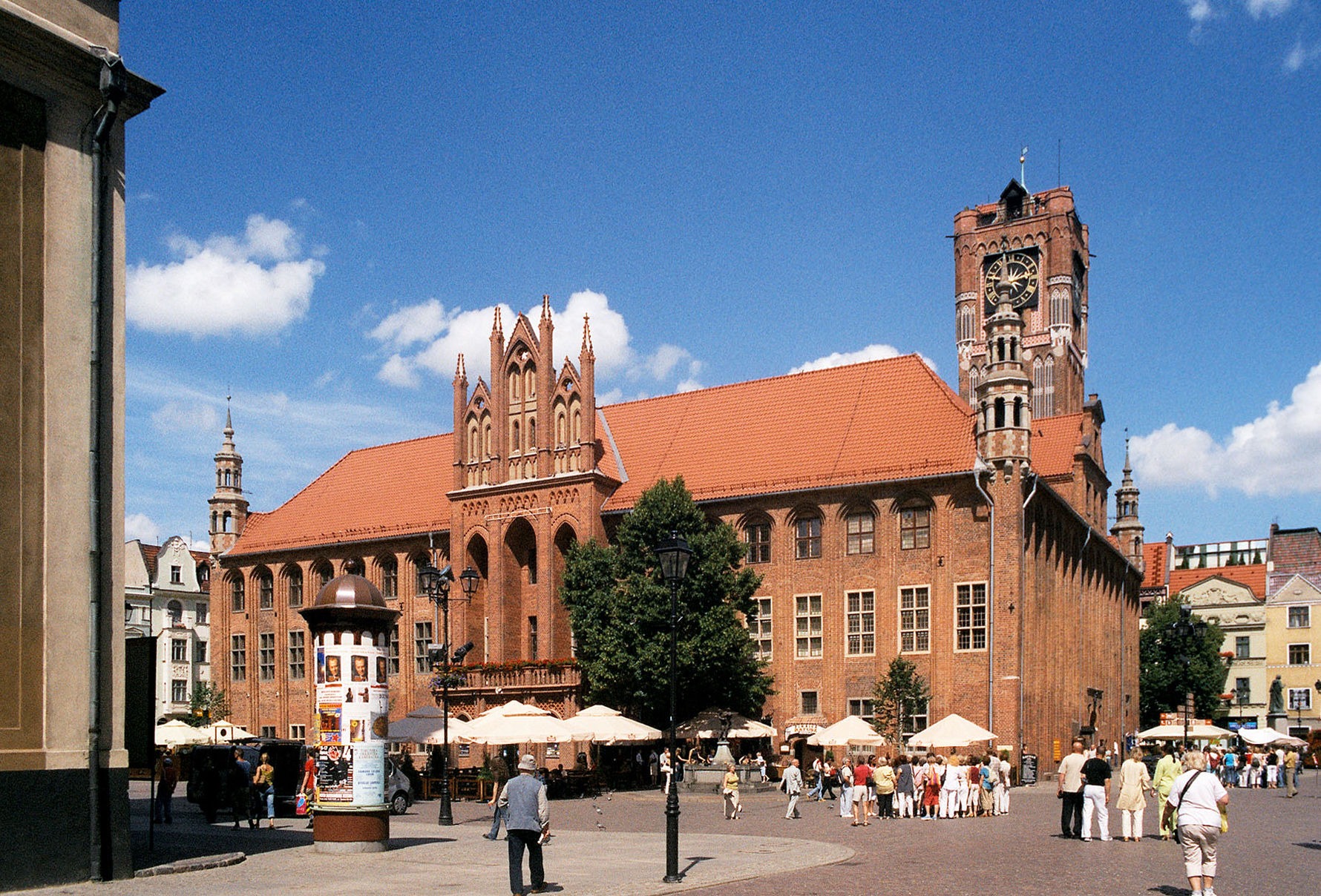
City Hall
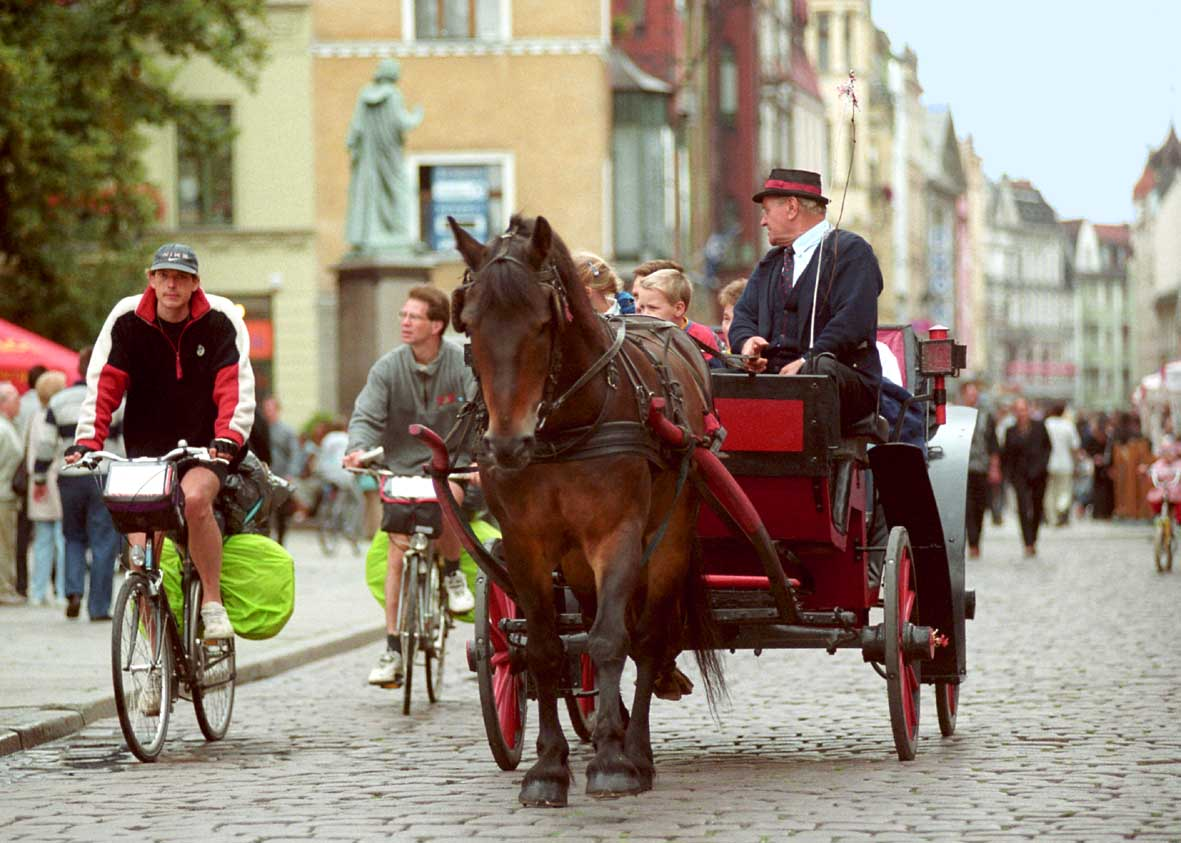
Old Town
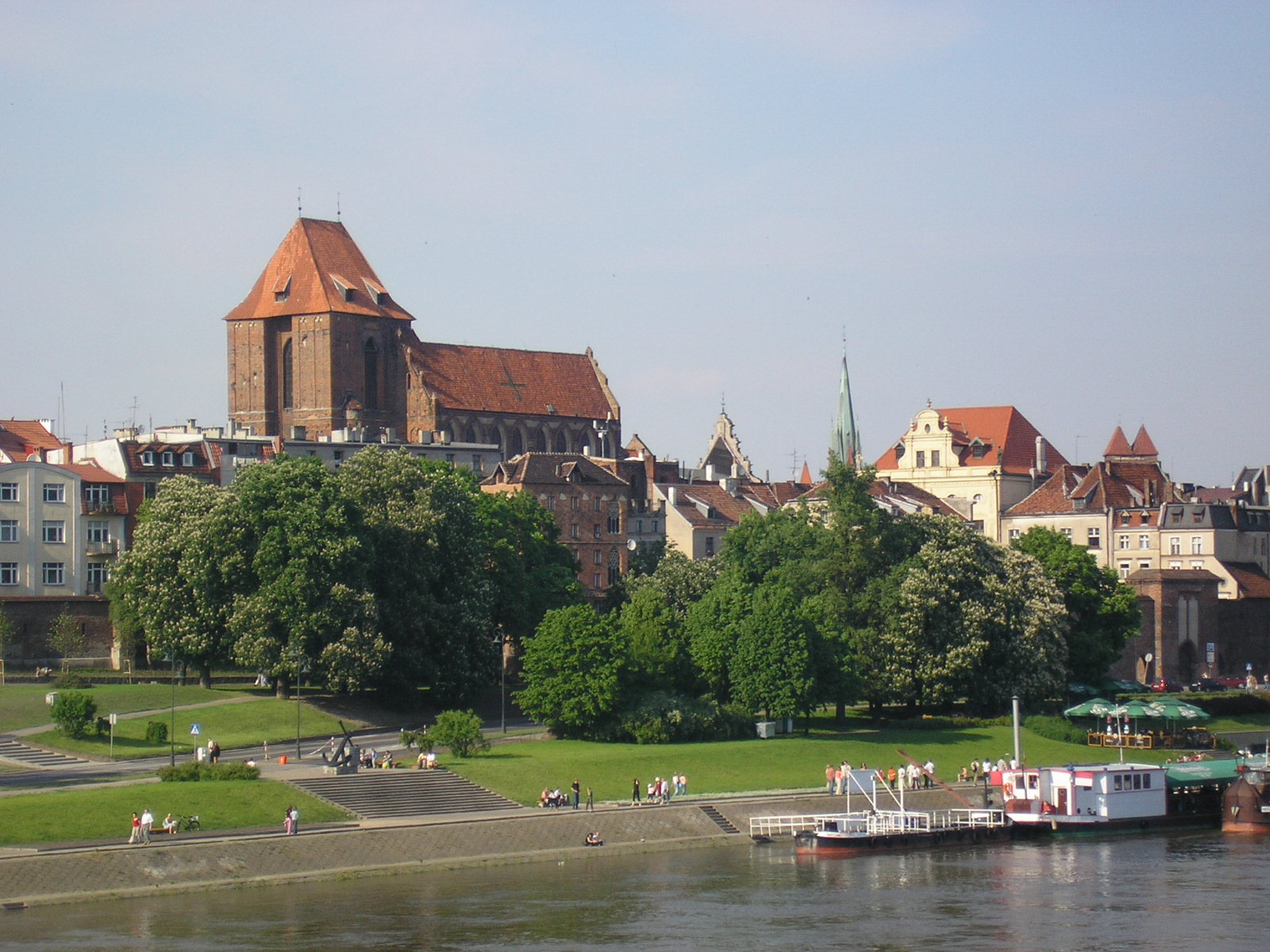
View from Piłsudski Bridge
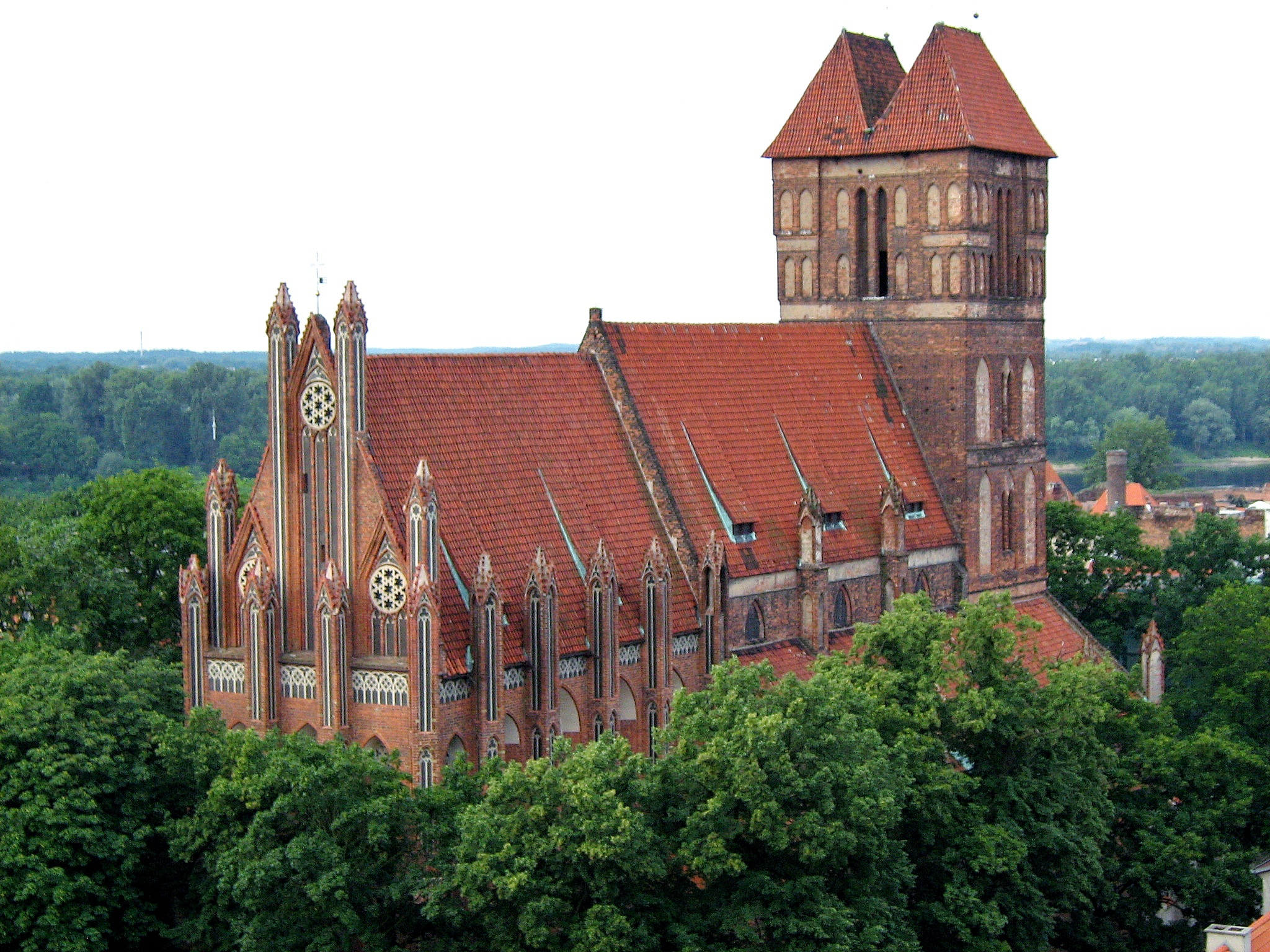
St. James's Church
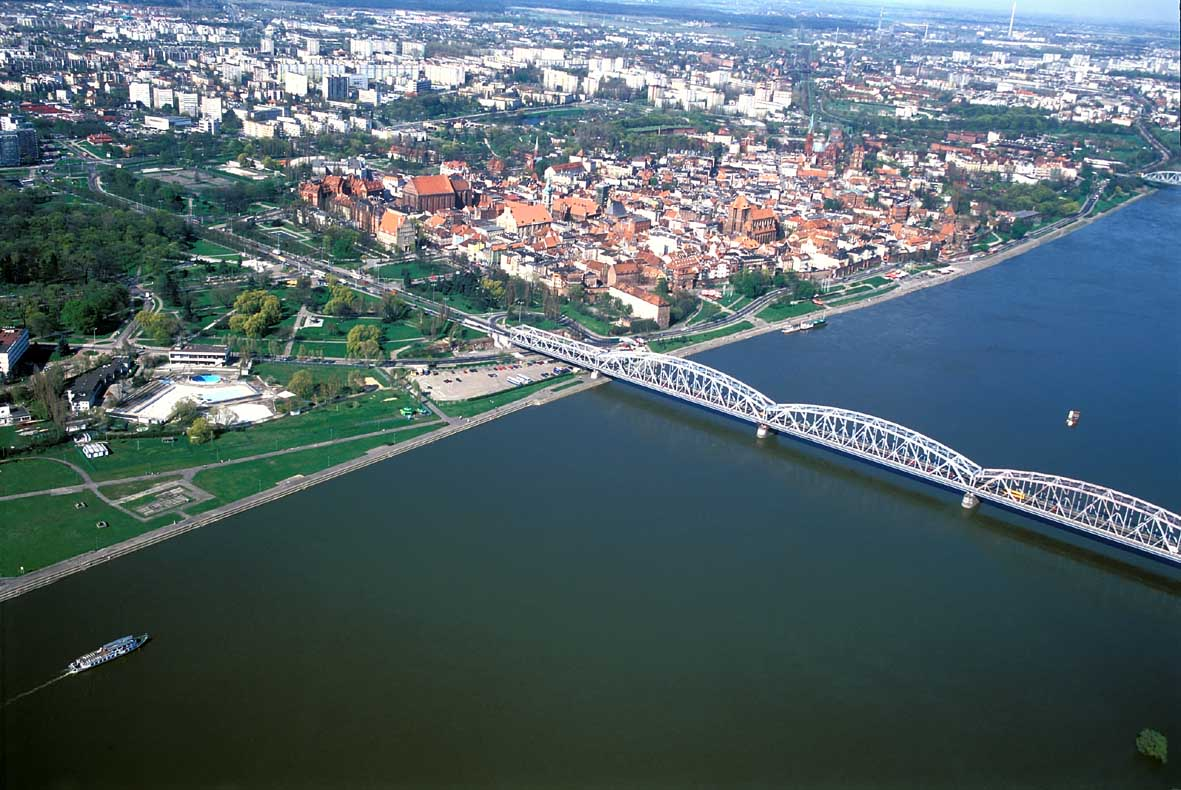
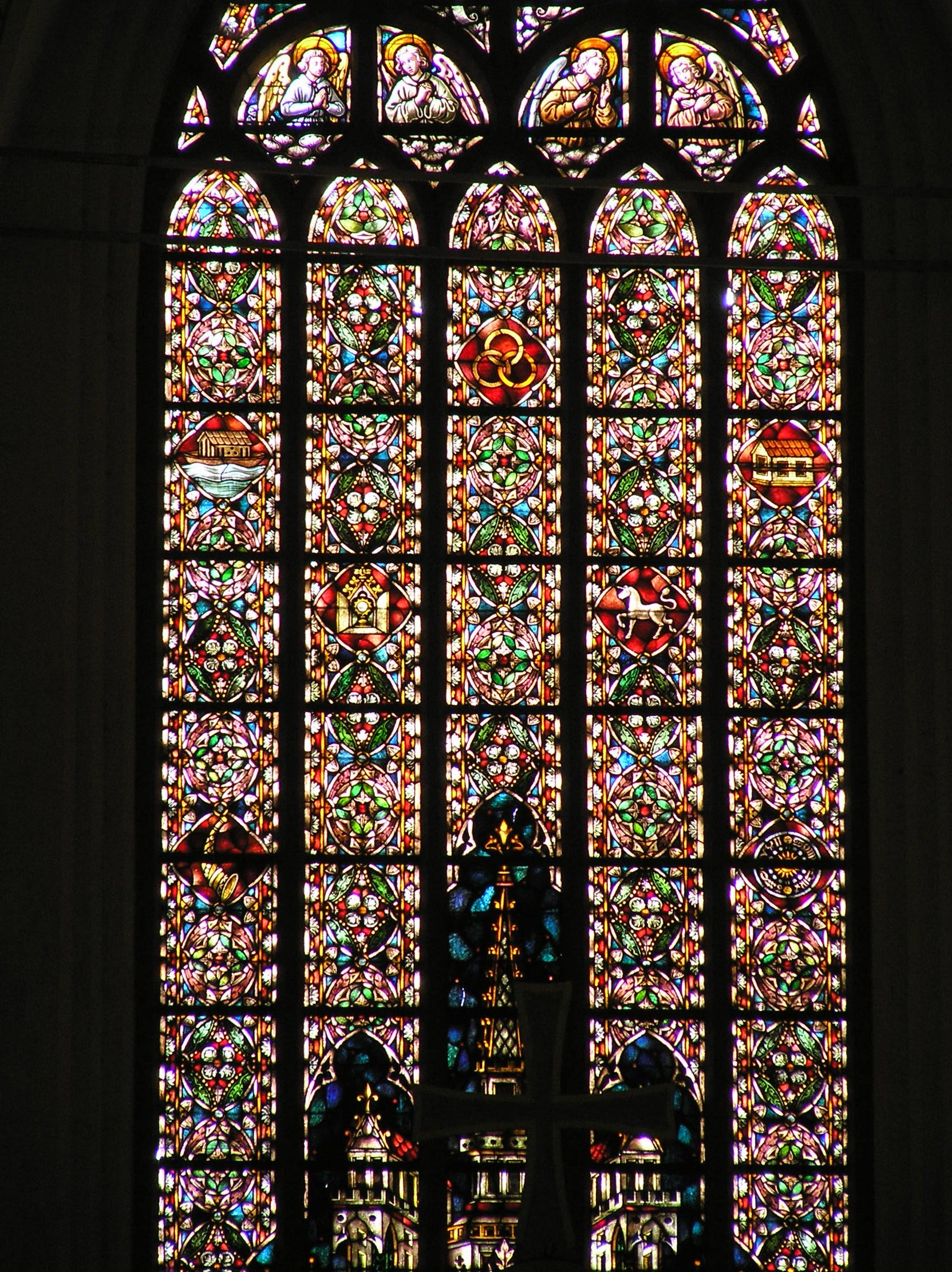
St. Mary's Church
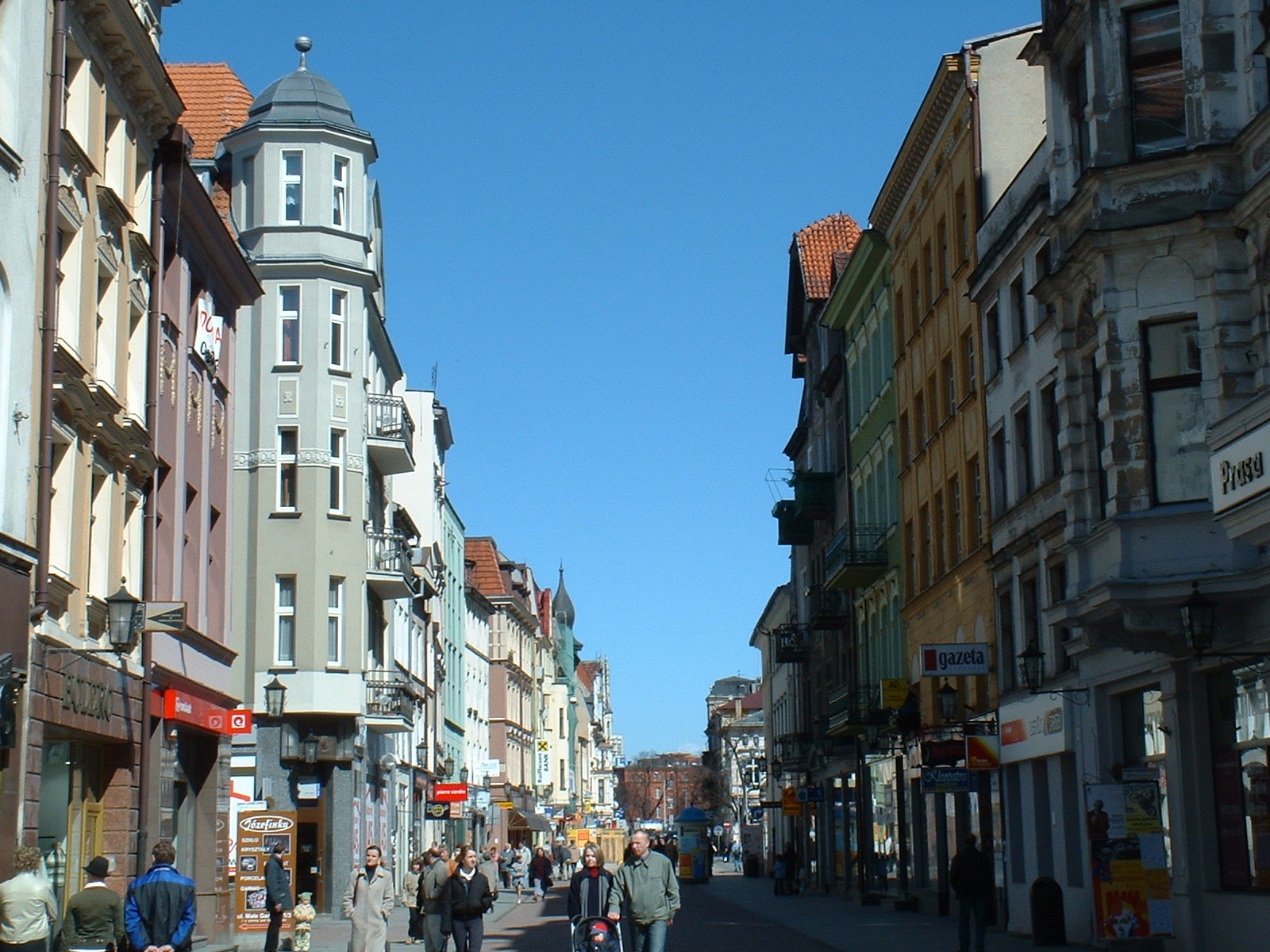
Queen Jadwiga Street (ulica Królowej Jadwigi), New Town